# Georgi Iordanov
Georgi Iordanov (Plovdiv, Bulgaria, 21 de julio de 1963) es un exfutbolista búlgaro que jugaba de centrocampista. Fue internacional con la selección búlgara y disputó la Copa Mundial de Fútbol de 1986.

## Trayectoria
Desarrolló la mayor parte de su carrera en equipos de Bulgaria, entre los que destacan el PFC Levski Sofia, con quien conquistó una Liga en 1988, y el PFC CSKA Sofia, conjunto con el que se proclamó, de nuevo, campeón de Liga en 1997, además de ganar en dos ocasiones la Copa de Bulgaria.
En su paso por España, militó tres temporadas en el Real Sporting de Gijón, de Primera División, y una en el Club Atlético Marbella, de Segunda división .

## Selección nacional
Fue internacional con la selección búlgara en cuarenta y cuatro ocasiones, en las que anotó cuatro goles. Participó en la Copa Mundial de Fútbol de 1986, celebrada en México.
| Mundial                        | Sede   | Resultado        |
| ------------------------------ | ------ | ---------------- |
| Copa Mundial de Fútbol de 1986 | México | Octavos de final |

## Clubes
| Club                    | País     | Año       |
| ----------------------- | -------- | --------- |
| Lokomotiv Plovdiv       | Bulgaria | 1980-1981 |
| PFC Sliven              | Bulgaria | 1981-1985 |
| PFC Levski Sofia        | Bulgaria | 1985-1990 |
| Real Sporting de Gijón  | España   | 1990-1993 |
| Club Atlético Marbella  | España   | 1993-1994 |
| PFC CSKA Sofia          | Bulgaria | 1994-1999 |
| PFC Spartak de Pleven   | Bulgaria | 1999-2000 |
| PFC Chernomorets Burgas | Bulgaria | 2000-2001 |

## Palmarés
| Título           | Club             | País     | Año  |
| ---------------- | ---------------- | -------- | ---- |
| Liga búlgara     | PFC Levski Sofia | Bulgaria | 1988 |
| Liga búlgara     | PFC CSKA Sofia   | Bulgaria | 1997 |
| Copa de Bulgaria | PFC CSKA Sofia   | Bulgaria | 1997 |
| Copa de Bulgaria | PFC CSKA Sofia   | Bulgaria | 1999 |